# Gaucha ibirapemussu
Espèce
Synonymes
- Mummucia ibirapemussu Carvalho, Candiani, Bonaldo, Suesdek & Silva, 2010

Gaucha ibirapemussu est une espèce de solifuges de la famille des Mummuciidae.

## Distribution
Cette espèce est endémique du Piauí au Brésil,. Elle se rencontre dans le parc national de la Serra das Confusões.

## Description
Le mâle décrit par Botero-Trujillo, Ott et Carvalho en 2017 mesure 7,18 mm et la femelle 8,38 mm.

## Systématique
Le nom valide complet (avec auteur) de ce taxon est Gaucha ibirapemussu (Carvalho et al., 2010).
L'espèce a été initialement classée dans le genre Mummucia sous le protonyme Mummucia ibirapemussu Carvalho et al., 2010.
Gaucha ibirapemussu a pour synonyme :
- Mummucia ibirapemussu Carvalho et al., 2010

## Publication originale
- Carvalho, Candiani, Bonaldo, Suesdek & Silva, 2010 : A new species of the sun-spider genus Mummucia (Arachnida: Solifugae: Mummucidae) from Piaui, northeastern Brazil. Zootaxa, no 2690, p. 19-31.